# Gleb Łozino-Łozinski
Gleb Jewgienjewicz Łozino-Łozinski (ros. Глеб Евгеньевич Лозино-Лозинский, ur. 25 grudnia 1909?/7 stycznia 1910 w Kijowie, zm. 28 listopada 2001 w Moskwie) – radziecki konstruktor lotniczy i kosmiczny.
W 1930 ukończył politechnikę w Charkowie, od 1932 pracował jako projektant w różnych biurach konstrukcyjnych, m.in. w Charkowskim Instytucie Lotniczym, w sierpniu 1941 ewakuował się do Kujbyszewa. Był doktorem nauk technicznych i profesorem. Uczestniczył w pracach nad produkcją i rozwojem wielu radzieckich konstrukcji lotniczych (m.in. MiG-19, MiG-21 i MiG-25) oraz kosmicznych.
Główny konstruktor samolotu MiG-31. W 1975 wyróżniony tytułem Bohatera Pracy Socjalistycznej.
Od 1976 główny konstruktor wahadłowca Buran.